# Marjan Anzeljc
Marjan Anzeljc, slovenski policist in veteran vojne za Slovenijo, * 29. november 1958, Ljubljana.
Anzeljc je trenutni poveljnik Specialne enote MNZ.